# Agência virtual
Nos últimos 20 anos a tecnologia transformou profundamente a nossa realidade e a maneira como a percebemos. Os computadores e a internet avançaram com espantosa rapidez e modificaram, de maneira irreversível, nossa maneira de ser e estar no mundo. No entanto, como é natural num cenário de mudança de paradigmas, ainda nos comportamos como se estivéssemos em plena metade do século XX, valorizando o presencial mais que o virtual, mantendo estruturas materiais desnecessárias, arrastando-nos pelos congestionamentos das grandes cidades para reuniões inúteis, gastando papel, combustível, oxigênio e tempo que poderiam ser poupados. A agencia virtual surge para atuar unicamente no espaço virtual. Este posicionamento é absolutamente simples: criativos, ágeis, com enorme bagagem no universo do marketing promocional, da propaganda e do brand entertainment. Mídias impressas ou eletrônicas. Campanhas, filmes, incentivo, promoção, anúncios, spots, folhetos, stands, uniformes, tudo o que é contemplado no universo da comunicação. A proposta é não produzir nada do que é criado. São sugeridos parceiros e o cliente escolhe o melhor preço e a melhor negociação, além da certeza de não estar pagando taxas, BVs e outros custos invisíveis nas planilhas, mas reais na hora do pagamento das faturas.A diferença entre uma agência virtual e uma boa agência presencial se faz perceber somente nos custos. Por não arcar com aluguéis, instalações, altos salários e todos os custos fixos de uma operação convencional, pode ser cobrado apenas 50% do custo de uma agência presencial. Por isso é possível remunerar os melhores profissionais de criação e planejamento para executarem os jobs. Planejamento e criação de primeira linha, a preços possíveis e justos. Esse é um formato novo e economicamente vantajoso para ambas as partes. É surpreendente como tudo pode continuar igualmente bom e tão profundamente diferente.